# Saison 2011 des Padres de San Diego
La saison 2011 des Padres de San Diego est la 43e saison en Ligue majeure de baseball pour cette franchise. Avec 71 victoires et 91 défaites, les Padres terminent au cinquième et dernier rang de la division Ouest de la Ligue nationale.

## Intersaison

### Cactus League
30 rencontres de préparation sont programmées du 27 février au 29 mars à l'occasion de cet entraînement de printemps 2010 des Padres.
Avec 13 victoires et 17 défaites, les Padres terminent dixièmes de la Cactus League et enregistrent la onzième meilleure performance des clubs de la Ligue nationale.

## Saison régulière

### Classement
| Ligue nationale (Division Ouest) | V  | D  | %    | GB  |
| -------------------------------- | -- | -- | ---- | --- |
| Diamondbacks de l'Arizona        | 94 | 68 | .580 | -   |
| Giants de San Francisco          | 86 | 76 | .531 | 8   |
| Dodgers de Los Angeles           | 82 | 79 | .509 | 11½ |
| Rockies du Colorado              | 73 | 89 | .451 | 21  |
| Padres de San Diego              | 71 | 91 | .438 | 23  |

### Résultats
| Légende             | Légende            | Légende       |
| victoire des Padres | défaite des Padres | match reporté |
| ------------------- | ------------------ | ------------- |

#### Mars-Avril
Le match du 8 avril face aux Dodgers de Los Angeles connaît quatre interruptions d'une durée totale de trois heures et 37 minutes en raison de la pluie. Débuté dans un stade bien garni, le match se joue à partir de la sixième manche dans un stade quasi désert. Au commentaire du match pour les Dodgers, Vin Scully a ce mot : « on pourrait nommer les spectateurs un par un. ». Une nouvelle averse stoppe la partie en haut de neuvième de manche avec une égalité à deux partout au tableau d'affichage. Le match est officiellement suspendu à 1h45 locale.

#### Mai
| #  | Date    | Adversaire     | Score | Victoire       | Défaite       | Sauvetage    | Affluence | Bilan |
| -- | ------- | -------------- | ----- | -------------- | ------------- | ------------ | --------- | ----- |
| 28 | 1er mai | @ Dodgers      | 7 - 0 | Moseley (1-3)  | Garland (1-2) |              | 39 869    | 11-17 |
| 29 | 2 mai   | Pirates        | 4 - 3 | McDonald (2-2) | Harang (2-4)  | Hanrahan (9) | 20 546    | 11-18 |
| 30 | 3 mai   | Pirates        |       |                |               |              |           |       |
| 31 | 4 mai   | Pirates        |       |                |               |              |           |       |
| 32 | 6 mai   | Diamondbacks   |       |                |               |              |           |       |
| 36 | 7 mai   | Diamondbacks   |       |                |               |              |           |       |
| 34 | 8 mai   | Diamondbacks   |       |                |               |              |           |       |
| 35 | 9 mai   | @ Brewers      |       |                |               |              |           |       |
| 36 | 10 mai  | @ Brewers      |       |                |               |              |           |       |
| 37 | 11 mai  | @ Brewers      |       |                |               |              |           |       |
| 38 | 13 mai  | @ Rockies      |       |                |               |              |           |       |
| 39 | 14 mai  | @ Rockies      |       |                |               |              |           |       |
| 40 | 15 mai  | @ Rockies      |       |                |               |              |           |       |
| 41 | 16 mai  | @ Diamondbacks |       |                |               |              |           |       |
| 42 | 17 mai  | @ Diamondbacks |       |                |               |              |           |       |
| 43 | 18 mai  | Brewers        |       |                |               |              |           |       |
| 44 | 19 mai  | Brewers        |       |                |               |              |           |       |
| 45 | 20 mai  | Mariners       |       |                |               |              |           |       |
| 46 | 21 mai  | Mariners       |       |                |               |              |           |       |
| 47 | 22 mai  | Mariners       |       |                |               |              |           |       |
| 48 | 23 mai  | Cardinals      |       |                |               |              |           |       |
| 49 | 24 mai  | Cardinals      |       |                |               |              |           |       |
| 50 | 25 mai  | Cardinals      |       |                |               |              |           |       |
| 51 | 27 mai  | @ Nationals    |       |                |               |              |           |       |
| 52 | 28 mai  | @ Nationals    |       |                |               |              |           |       |
| 53 | 29 mai  | @ Nationals    |       |                |               |              |           |       |
| 54 | 30 mai  | @ Braves       |       |                |               |              |           |       |
| 55 | 31 mai  | @ Braves       |       |                |               |              |           |       |

## Draft
La Draft MLB 2011 se tient du 6 au 8 juin 2011 à Secaucus (New Jersey). Les Padres ont le dixième (compensation) et le vingt-cinquième choix.

## Affiliations en ligues mineures
| Niveau         | Equipe                | Ligue                   | Manager        | Vic. | Déf. | Classement |
| -------------- | --------------------- | ----------------------- | -------------- | ---- | ---- | ---------- |
| AAA            | Tucson Padres         | Pacific Coast League    | Terry Kennedy  |      |      |            |
| AA             | San Antonio Missions  | Texas League            | Doug Dascenzo  |      |      |            |
| Advanced A     | Lake Elsinore Storm   | California League       | Carlos Lezcano |      |      |            |
| A              | Fort Wayne TinCaps    | Midwest League          | Shawn Wooten   |      |      |            |
| Short Season A | Eugene Emeralds       | Northwest League        | Pat Murphy     |      |      |            |
| Rookie         | Arizona League Padres | Arizona League          | Jim Gabella    |      |      |            |
| Rookie         | DSL Padres            | Dominican Summer League |                |      |      |            |